# サイバーニュウニュウ
サイバーニュウニュウ (CYBER NEW NEW) は、日本のロックバンドである。1989年（平成元年）11月4日、11日放送分の『平成名物TV 三宅裕司のいかすバンド天国』に出演し知名度を得た。サイバーニュウニュウが正式な表記であるが、サイバーニューニュー、サイバーNEW NEWなどと表記されることもあった。

## 概略

### 結成から活動休止まで
1981年に大阪で前身となるバンドが結成される。その後86年に上京、都内ライブハウスやホコ天などでライブを展開し、89年頃からバンド名を「サイバーニュウニュウ」とし方向性をリニューアル、メカニックな衣装やSFXを駆使したパフォーマンスを取り入れ注目を集めた。また、同年より自主レーベルの「高慢レーベル」を主宰し、カセットテープで『未開派野郎』を発売する。ジャケットはメンバー3人の顔写真とサザエボン、真空管飛之助別バージョンの5種類が存在し、テープのホールにケースごとネジが刺さっているという、スタッフ、メンバーがはんだごてで手作りした特殊仕様になっている。内容は、後にイカ天等で演奏される「ひねりつぶせ！」や「ベガスのエルビスになりたい」、「恋してクルパー」など、インパクトの強い楽曲が並び、"サイバーロック" "バグパンク"などと形容される彼らのイメージが最も色濃く出ている作品である。なお、高慢レーベルからはこの他に、サザエボンのステッカーやTシャツ、メカエルビスのマスコット人形、お面、レーベルのステッカー、「未開派通信」と呼ばれるバンドの情報が記載された新聞などが販売されていた。
1989年11月4日放送の三宅裕司のいかすバンド天国（イカ天唯一の録画放送回である）に、「ひねりつぶせ!」を引っさげエントリーナンバー2番で登場した。BEGINのグランドイカ天キング達成による正キング不在のため、仮イカ天キングとなっていたカブキロックスとの外見と演奏双方に特徴を有するバンド同士の対決を制して第13代イカ天キングとなる。キャッチフレーズは「チームワークで奏でるバグパンク」だった。勝ち抜き一週目となる翌週は新曲「ベガスのエルビスになりたい」をもって挑んだが、チャレンジャーのたまに審査員投票5対2で敗れてキング在位は一週限りで終わった。
イカ天出演後、ライブの観客動員が増えてゆく中、90年5月にイカ天とビッグコミックスピリッツとのコラボ企画「イカスピ」に出演、サイバーニュウニュウは漫画家中川いさみとコラボレートし、「恋してクルパー」、「くまのプー太郎」、「自由」（RCサクセションのカバー）などを演奏した。また、この時期のライブに、同じくイカ天出演バンド使用済みパンティーズのメンバーであったタンバリンダが勝手に参加し、ステージで踊っていた。
8月には4曲入りEP『すいか割り』を発売する。RAMONESの「Beat on The Brat」の日本語カバーである表題曲や、メカエルビスによる「生き神様」など、前作同様独特のねじれたユーモアセンスの光る、パンク色の強い作品になっている。また、アートワークやクレジットなどの細かい箇所にも馬鹿馬鹿しいこだわりを見せており、「個人で楽しむ以外に無断で異物を挿入することは法律で禁じられています。」などと、実に下らないことが書かれている。その他、封入されているレーベルの通販カタログやファンクラブのチラシなど、自主制作特有の手作り感覚が楽しめる。
10月にはフルアルバム『秘密のバス』を発売。前作までのパンク色と馬鹿馬鹿しさを前面に出した作風とは打って変わり、アルバムを通して変わらない退屈な日常への怒りや苦悩、焦燥感、絶望感、狂気といった鬱蒼とした心情が書き綴られている。曲調もパンクだけでなくアコースティックなものなどもあり、バンドの新しい一面を見せたが、楽曲に勢いがなくなったことや、アマチュアのセルフプロデュースということもあり、アレンジなどの面でやや物足りなさを感じる仕上がりになっている。また、曲中にバスが走る音や停留所に停まる音が効果音として入っており、「退屈な日常からバスに乗って非現実に逃げ出す」というストーリー性を感じさせるコンセプチュアルな作品でもある。同じく10月にはバンダイから発売されたオムニバスCD『バンド・スクランブル-PUNK#ROCKでGO!GO!GO!-』に参加している。当時のアマチュアバンドを紹介したオムニバスであり、同じくイカ天出演バンドの梅ジェラやLOCKSが参加している。サイバーニュウニュウの楽曲は「荒野の女王様」「ロンドンぽくなくっちゃ」の2曲が収録されている。前者はアラバマ辺りを思わせるブルージーな感じが馬鹿馬鹿しく、レプリシンとメカエルビスのツインボーカルが光る秀曲であり、後者も彼らの楽曲の王道を行くパンキッシュな秀曲である。
91年にはバンドブームが下火になり、目立った活動が少なくなるが、8月にイカ天の後番組である『えびぞり巨匠天国』（通称えび天）で斎藤久志が、彼らの楽曲「キリコ」を用いた映像作品を出品する。内容は痴情の果ての男女を描いた極めてグロテスクなものであった。ちなみに斎藤久志監督の映画では、『はいかぶり姫物語』『はじめての夏』をはじめとした多くの作品でメカエルビス（村山竜二名義）が音楽を担当した。また、『サンデイドライブ』『いたいふたり』などの作品でレプリシンが金澤信一名義で音楽を担当している。
10月には東芝映像ソフトよりビデオ映画『ザ・採用マン』が発売されるが、この作品の音楽をメカエルビスが担当しており、メカエルビスが作詞作曲・メインボーカルを担当したサイバーニュウニュウの楽曲「㋖印」が主題歌として収められている。また、この作品の中で使用されている音楽のいくつかはサイバーニュウニュウの演奏による。
1992年まではライブ活動を継続していたが、同年をもってバンドとしての活動を休止した。活動休止の理由として、「ライブ中の不慮の事故でメカエルビスが破損した」ことが後年にオフィシャルサイト等で明かされている。

### 再起動、再休止
2015年2月、YouTube上に『CYBER NEW NEW REBOOT』の映像が公開、同時期にFacebookにも『CYBER NEW NEW REBOOT』ページが開設され、8月2日に仮面女子との対バンライブを、8月30日に初台ドアーズにて単独ライブを行い活動を再開した。また、9月1日には長らく廃盤となっていた旧譜のリマスター盤2枚と復刻版メカエルビス人形がメディコム・トイより再発売された。「再起動」と称する活動再開は、真空管飛之助を除く二人に加えサポートメンバーを迎える体制でスタートし、復活ライブを前にセミメタルA太郎がドラムスとして、同年中に忍者ボーイヒデがサポートメンバーとしてそれぞれ正式に加入した。
翌2016年もライブ活動をはじめとして、音楽DLコード同梱フィギュア『NY@BRICK』を介した新曲の発表、仮面女子とのコラボレーション楽曲のリリース、ユキヒーロープロレスとのコラボレーションアパレルの発表、それに伴いフランスで開催されたジャパンエキスポのユキヒーロープロレスブースにてパフォーマンスを行うなど積極的に活動し、11月には実に25年ぶりとなるアルバム『CYBER NEW NEW』、12月には初の映像作品であるライブDVD『20世紀→21世紀 サイバーニュウニュウ新世紀復活祭』を立て続けにリリースした。また『CYBER NEW NEW』収録の「ダイナマイト★不ユカイ」は、2017年1月〜9月期の開運!なんでも鑑定団エンディングテーマに使用された。
2017年には月一主催ライブ『サイバーニュウニュウ展覧会』をスタートさせた。前年同様音源のリリースも続き、4月26日に初のライブアルバムである『LIVE CYBER NEW NEW』が、7月22日に開催されたメディコム・トイのイベントではアルバム『CYBER NEW NEW』のデモ音源集付NY@BRICK『CYBER NEW NEW ANOTHER DIMENSION』がリリースされた。
5月の半ばよりレプリ・シンがバンドでのライブ出演を休止し、9月15日に再度のバンド活動休止が発表された。以降はメンバーが個々に音楽活動を続ける事が告げられ、バンドの公式サイトでは引き続きメンバーの音楽活動に関するスケジュールを掲載している。

## イカ天での評価
一週限りのキングではあったが、インパクトは他のキングに劣らなかった。特に初登場となった11月4日の放送ではギタリストのメカエルビスの煙吐きギミック付きの衣装は審査員のみならず出場者の度肝をも抜いた。審査員の伊藤銀次は「すごくいい」と評価していた。スタジオ生出演時には三宅が「外見で勝負ってことだね」と語り、相原勇も音が出る被り物のギミックに驚いていた。
しかし、単なる色物バンドとは一線を画し、審査員から高評価を勝ち得るだけの実力も備えていた。演奏が完奏となった後には三宅も「外見に頼っていないね」と評価するポイントを一変させ、他の審査員も「聴きやすい」などとその音楽性を支持した。仮キングとして迎え撃った氏神一番も「かぶく心を持っている」と評しておりタレント性は互角か、ある面では上回っていたといえる。後日の歴代キングを紹介したダイジェストコーナーでも、『アバンギャルドな』と評価されていた。
勝ち抜き一週目となる翌週の曲「ベガスのエルビスになりたい」にも「詞がすごくおもしろい」、「メカエルビスのギターフレーズの入れ方は本家エルビスのそれにのっとってやっている」などの高評価がついた。
一週目で敗退したのは前後のキングたちがいずれも強烈な存在、特にたまの存在感が圧倒的であったためであり、相手が悪かったといえる。

## メンバー
- 和風メカ・エルビス (G)

メンバー中では一番大柄。サイボーグ化されたエルビス・プレスリーのかぶりものをかぶっている。演奏時には生命維持装置風の衣装を装着し、煙吐き、発光のギミックで度肝を抜いた。スタジオ初登場時にはキャラクター設定ゆえか寡黙であり、三宅からツッコミを入れられていた。11月11日放送分では泡と煙が出るギミックを仕込んだ肩当てを装着、顔面の電飾にも発光・点滅機能を加えて派手さを増していたが、肩当てのギミックが壊れて煙が出ず、泡しか出ないというアクシデントに見舞われ三宅に苦笑されていた。関連グッズとして彼のフィギュアが製作されており、11月4日の演奏終了後にレプリシンから三宅にプレゼントされている。2015年に活動再開した際には衣装のギミックや電飾がより派手にリニューアルされた。
1992年の活動休止後は、本名の村山竜二名義で作曲家としての活動の他、JUDO-MANの名義でデジロックバンドASTRO-B'を結成した。それらの活動はサイバーニュウニュウの再始動後も並行して行っている。
暴飲暴食が原因で糖尿病を患ったが、食事療法により大幅なダイエットに成功。元妻は漫画家・イラストレーターのエビ沢キヨミであり、その闘病生活を『糖尿病のダンナが楽しく食べて○×になりました。』というコミックエッセイで綴っている。
2017年にレプリ・シン以外のサイバーニュウニュウメンバーが参加する新バンドサイキックサーカスを結成し、12月にシングルCDをリリースした。
- レプリ・シン (Vo,B)

リーダー。ボーカルのほかベースも担当する。父親は発明家であるという。スタジオ初登場時には三宅裕司の尻を触るという悪戯を行いコントじみたトークを展開して笑いを取った。
91年11月に公開された東北新社制作・配給による映画『東京の休日』の中で、三上博史演ずる生物学者ドクター・ノグチの過去の実験台の役で俳優としてもデビューした。衣装はイカ天演奏時に着用していたものであり、脇役ながら台詞が一言存在するが、何を言っているのかは聞き取れない。
1992年の活動休止後は金沢さんやカナザーシンイチといった名義でコンデンスモーンズ等のバンドを結成しているほか、金澤信一名義で作曲家としても活動している。
2017年12月にはレプリ・シンとしてのファーストソロアルバム『デラシネの花』をリリースした。
- セミメタルA太郎 (Dr)

2015年加入。レプリ・シンが一度目の活動休止中に結成したバンド、コンデンスモーンズにもドラムスとして在籍している。
活動休止後は諸藤英太郎名義でメカエルビスの結成したサイキックサーカスに参加している。

### サポートメンバー
- 忍者ボーイヒデ（メカ・エルビス操演）

2015年にサポートメンバーとして加入。メカエルビスの操縦者であり、忍者ダンスや謎の光でステージを彩り見る者を幻惑する。メカエルビスが活動休止中に結成したバンドであるASTRO-BとサイキックサーカスにもSFX＆ダンス担当として在籍している。

## 旧メンバー
- 真空管飛之助 (Dr)

ドラマー。ロボコップ風のバイザーを着用する。メンバー中では最も小柄。真面目な話はほとんど彼が担当した。
なお、オリジナルメンバーの和風メカ・エルビス、レプリ・シン、真空管飛之助は小学校時代からの同級生である。

## ディスコグラフィー

### アルバム
A面
1. ひねりつぶせ！
2. 鎮痛剤でポン
3. ベガスのエルビスになりたい
4. ツイスト・アンド・シャウト
5. 思いだし後悔

B面
1. アドレナリン・ブルース
2. アナーキー・イン・ザ・ブルーハワイ
3. 恋してクルパー
4. しね・バカ・ぶー

1. D.N.A
2. ソックス
3. ピノキオ
4. 朱とグレイ
5. 四次元コンプレックス
6. キリコ
7. 秘密のバス
8. 四角いメロン
9. モンキーダンス
10. 欲望
11. シューシューシュー
12. マスクマンダンサー
13. 昆虫クラブ
14. せめてつばを吐いて

1. 『宇宙』
2. ダイナマイト★不ユカイ
3. スペースキャット
4. あふれる愛の光
5. サムライトランス
6. Without Love (With 沖つ白波)
7. アシッドキングに捧げるうた
8. Without Love

### シングル
正常位
1. すいか割り
2. 生き神様

後背位
1. チャラ
2. ブタがぶーぶー

### ライブアルバム
1. ベガスのエルビスになりたい
2. 恋してクルパー
3. 朱とグレイ
4. モンキーダンス
5. ロンドンぽくなくっちゃ
6. キリコ
7. 連れて行ってよ
8. 四次元コンプレックス
9. さわやかくん
10. ひねりつぶせ
11. 秘密のバス
12. せめてつばを吐いて
13. ダイナマイト★不ユカイ
14. スペースキャット
15. サムライトランス
16. アシッドキングに捧げるうた
17. あふれる愛の光

### ライブDVD
1. Reboot the Machine
2. ひねりつぶせ
3. 鎮痛剤でポン
4. ベガスのエルビスになりたい
5. 恋してクルパー
6. 絶対安全ハンドシェイキン
7. アドレナリンブルース
8. 秘密のバス
9. ピノキオ
10. キリコ
11. 恋のダイナマイトガイ
12. シューシューシュー
13. 昆虫クラブ
14. Death Death Death
15. アシッドキングに捧げるうた

EXTRA TRACK
1. G.I.ジョー
2. Death Death Death
3. ファッション雑誌

### コンピレーション
1. モハメット・アズ・イフ/ブレッキーズ
2. 僕はうすのろ/ブレッキーズ
3. 荒野の女王様/サイバーNEW NEW
4. ロンドンぽくなくっちゃ/サイバーNEW NEW
5. 分かってたまるか/少年PUNK
6. いんちきくさい/少年PUNK
7. ボボ・ブラボー/梅ジェラ
8. ファンキーヒッピー/梅ジェラ
9. ビート・ウォリアー/THE LOCKS
10. ミッドナイト・ランナーズ/THE LOCKS

### NY@BRICK
- 『伏線回収トポロジー』（2016年06月25日発売/MEDICOM TOY）
サイバーニュウニュウ + 仮面女子 + 沖つ白波名義

- 『Without Love』（2016年06月25日発売/MEDICOM TOY）
サイバーニュウニュウ + 沖つ白波名

- 『眠れ、無垢な天使たちよ』（2016年7月発売/MEDICOM TOY）
レプリ・シン（サイバーニュウニュウ）名義。テレビアニメ『神々の記』カップリング曲

- 『Space Cat』（2016年12月24日発売/MEDICOM TOY）
スペースキャットの英語版

- 『Call Me Dynamite』（2016年12月24日発売/MEDICOM TOY）
ダイナマイト★不ユカイの英語版

- 『CYBER NEW NEW ANOTHER DIMENSION』（2017年07月22日発売/MEDICOM TOY）
2016年のアルバム「CYBER NEW NEW」のデモトラック集

## その他
- ボーカルでリーダーであるレプリシンの父親はサザエボンの開発者であり同キャラクターの特許を持っていると当時語っていたが、2015年にレプリシン自身のツイッターにてこの件について質問を受け、バンド、自身ともにサザエボンの開発と無関係である旨を解答した。